# Jacob Lembke (Jurist, 1650)
Jacob Lembke, auch Jacobus Lembcke (* 28. Juni 1650 in Rostock; † 20. Februar 1693 ebenda) war Professor der Rechte und Rektor an der Universität Rostock sowie Rostocker Bürgermeister.

## Leben
Jacob Lembke entstammte einer Familie, die über mehrere Generationen Mitglieder des Rostocker Rates, etwa Ratsherrn und Kämmerer stellte. Er war ein Sohn des Rostocker Professors der Rechte und Stadtsyndikus Hermann Lembke (1619–1674) und dessen Ehefrau Elisabeth, geb. Schnittler (1627–1716). Nach dem Besuch der Stadtschule in Rostock studierte er ab 1668 an den Universitäten Rostock, Leipzig und Straßburg. Studienreisen führten ihn nach Frankreich und Holland.
Um 1672 kehrte er nach Rostock zurück und war zunächst als Respondent tätig. 1674 wurde er zum rätlichen Professor der Rechte/Institutionen in Rostock ernannt, die Promotion zum Dr. jur. erfolgte am 20. Oktober des Jahres in Rostock. Von 1686 bis 1693 war er Professor der Rechte/Codex (rätlich) und zudem ab 1691 Ratsherr und Bürgermeister in Rostock. In den Wintersemestern 1676 und 1682 hatte er die Funktion des Rektors der Universität inne.
Jacob Lembke war ab 1679 verheiratet mit Margaretha Mevius (1655–1684), einer Tochter des Greifswalder Rechtspraktikers David Mevius und ab 1685 in zweiter Ehe mit Anna Maria Schwartzkopff (1664–1693), Tochter des Wismarer Bürgermeisters Caspar Schwartzkopff (1629–1691).